# Abono
Abono é um benefício (normalmente monetário) providenciado a alguma pessoa ou entidade que tenha direitos adquiridos. Seja de uma forma social, comercial ou política.
Na Legislação Trabalhista brasileira, "abono" é o nome que se dava a antecipações salariais, a maioria em função da perda provocada pela alta inflação. Essas antecipações deveriam ser abatidas no futuro, mas acabavam sendo incorporadas nos salários e descontadas nos reajustes que levavam em conta novas perdas inflacionárias.
Devem estar claras no título concessor a expressão: "abono compensável, adiantamento dedutivel ou expressão equivalente", devendo também estar destacada a parcela de adiantamento no respectivo documento de quitação.[carece de fontes?]
Não confundir com abono de férias (abono pecuniário) que não tem natureza jurídica salarial. Este na verdade é a conversão in pecunia, a requerimento do empregado, de 1/3 (10 dias, se for mensalista) de suas férias.